# 坂崎幸之助のほとんど冗談!
坂崎幸之助のほとんど冗談!（さかざきこうのすけのほとんどじょうだん）はニッポン放送の制作でNRN系列各局で放送されていた、THE ALFEEの坂崎幸之助がパーソナリティを担当したラジオ番組である。

## 放送期間
1981年4月 - 1981年9月、月曜日 - 金曜日
- （※キー局・ニッポン放送では『大入りダイヤルまだ宵の口』の内包番組として放送、21:50 - 22:00）

## 番組内容
各曜日のコーナー毎にリスナーから寄せられた投稿を坂崎が読み、その日一番面白かった投稿を「冗談グランプリ」として選び、投稿者には賞金5000円が贈られた。
一方で、他番組からの盗作と思われる投稿を報告すれば、報告者に賞を出すという「盗作Gメン」という制度もあり、こちらも抽選で1名に5000円が贈られた。また番組内では、まだ一般的な人気を得る前のTHE ALFEE（当時はAlfee）のコンサート案内やレコードの発売を、それとなく盛り込んでいた。
僅か10分間の番組であり、プロ野球中継の延長で休止になるケースも多かった。結局、僅か半年で放送終了した。

## 各曜日のコーナー
- 僕もあなたもレポーター（月曜日）
- 言い訳ゃねぇだろう（火曜日）
- 使い捨てニューウェーブ（水曜日）
- あなたの周りの鼻つまみ（木曜日）
- マジマジハプニング（金曜日）

## オープニング・エンディング曲
大瀧詠一の『NIAGARA CALENDAR '78』に収録された「十二月 クリスマス音頭〜お正月クリスマス音頭」の81年リミックスマスターで、歌がミックスされていないもの。なお最終週のみ、大滝の歌入りバージョン（77年オリジナルミックス版）が流された。

## ネット局
※いずれも月曜日 - 金曜日の放送。
- 北海道放送：21:50 - 22:00
- 東北放送：21:50 - 22:00
- 中部日本放送：21:40 - 21:50
- 朝日放送：21:20 - 21:30
- 中国放送：21:40 - 21:50
- 九州朝日放送：22:40 - 22:50